# Antico porto di Atri
L'antico porto di Atri sorge sulla costa dell'Adriatico, in provincia di Teramo tra Silvi Marina e Pineto, nelle acque antistanti la Torre del Cerrano, a meno di un chilometro dalla battigia, su un fondale sabbioso tra 5 e 15 metri: i resti di un molo a forma di "L", opere murarie, lastroni in pietra d'Istria, colonne e vari manufatti.
Le immersioni sono difficoltose per la sabbia del fondale che spesso riduce a pochi centimetri la visibilità.

## Storia

### Il porto romano
Il porto di Cerrano-Matrinus esisteva già in epoca romana,
(Strabone. Geografia. V, 4, 2)
ma varie indicazioni fanno risalire la vocazione marinara di Atri ad epoche anteriori.
La successiva decadenza è documentata nella prima menzione medievale, risalente all'VIII secolo,
(Paolo Diacono. Historia Langobardorum. II, 19)
dove non si fa cenno al porto che probabilmente doveva essere già sparito da tempo.

### Il porto medioevale
Nel 1251 la guelfa Atri ricevette dal Cardinale Pietro Capocci, tra gli altri privilegi, quello di costruire un porto; concessione confermata nel 1255 da Papa Alessandro IV con l'indicazione in Penna Cerrani (sulla Punta del Cerrano).
Durante il regno di Carlo II d'Angiò appare per la prima volta una "vecchia torre" in Penna Cerrani la cui ricostruzione, con una disposizione del 1287, reiterata nel 1293 e 1294, viene posta a carico anche degli abitanti di Silvi e Montepagano, che avrebbero poi tratto beneficio dalla possibilità di ricoverare le navi e di commerciare;
analoghi ordini furono emessi nel 1310 e nel 1352.
Nel 1303 fu terminata la Cattedrale di Atri, costruita con grandi blocchi di pietra d'Istria che verosimilmente passarono per il nuovo porto di Cerrano.

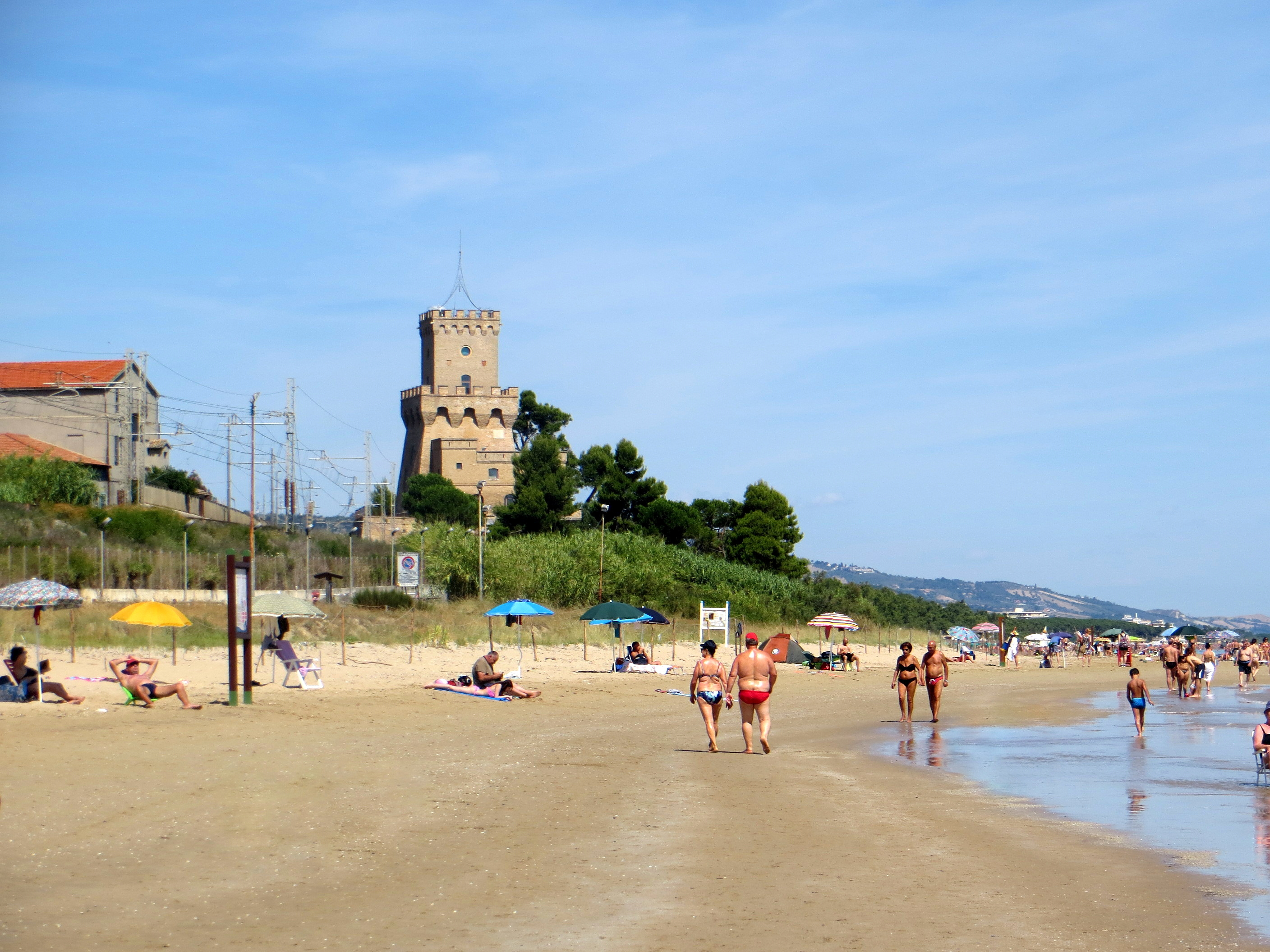
Spiaggia della Torre del Cerrano (Pineto), l'area presso cui sorgeva l'antico porto

In premio della fedeltà dimostrata durante l'invasione di Luigi I d'Ungheria (1347-1352), la regina Giovanna e il re Luigi di Taranto concessero alla città una parte della gabella regia sul porto.
Nel 1363 la regina Giovanna diede facoltà ai teramani di servirsi del porto di Cerrano a discapito di quello di San Flaviano (Giulianova), i cui abitanti si erano lamentati temendo di essere danneggiati da accordi stretti tra l'Università di Teramo e quella di Atri.
Nel 1388 gli introiti del porto furono destinati al suo restauro per volere del re Ladislao di Durazzo e della regina madre e reggente Margherita di Durazzo; analoghi provvedimenti furono presi più volte nel tempo, allo scopo di mantenere il porto in efficienza; nel 1419 fu rinnovata ad Atri l'autorizzazione a riscuotere un pedaggio destinato anche alla custodia del Castello e Porto di Cerrano.
Il porto di Cerrano fu incendiato e devastato nel 1447 da una potente flotta comandata da Andrea Loredan inviata dalla Repubblica di Venezia, in guerra con Alfonso d'Aragona, per distruggere i porti dell'Adriatico.
Notizie sulle strutture del porto e sui danni da queste subite ci sono giunte per mezzo di un contratto di locazione del 1450, dal quale apprendiamo che sulla "punta di Cerrano" vi era la casa de lo Palaczo che sta sopra de lo porto dotata di una grande stalla (si tratta di una taverna oggetto dell'affitto), e che furono bruciate due case con accanto una torre di difesa le cui mura subirono gravi danni come pure vari magazzini e pertinenze.
Gli atriani non riuscirono a ripristinare il porto nonostante un sussidio da Ferdinando I di Napoli di 300 ducati annui, infatti nel 1468 chiesero al re il permesso di farne uno nuovo in un'altra posizione.
Nel 1481 il porto è elencato tra i possedimenti ereditati da Andrea Matteo III Acquaviva ma alla fine del secolo non rimaneva molto,
(Catasto del Comune di Atri, 1499)

### Il porto nel secolo XVI
Il porto di Cerrano ormai non era più utilizzabile dalle navi, così il 14 settembre 1513 il procuratore dell'Università Bartolomeo di Cola Sorricchio lo cedette, insieme ai diritti esclusivi di pesca ed approdo, ad una società formata da quattro persone; questo è l'ultimo documento ove si cita il porto di Cerrano.
Nel 1516 il comune di Atri decise di abbandonare definitivamente il diroccato e rinterrato porto di Cerrano per costruire un approdo più piccolo presso la marina di Calvano e, il 9 novembre 1518, acquistò «una mezza tomolata di terreno in contrada Calvano vicino al lido del mare per il prezzo di ducati sedici a ragione di carlini undici per ogni ducato».
Calvano, ancorché dotato di osteria, albergo per il riposo dei viandanti e di una grande stalla, non fu mai un porto vero e proprio ma rimase un modesto approdo per i barconi che facevano la spola lungo la costa o si spingevano fino all'altra sponda dell'adriatico.
Nel 1627 un terremoto fece smottare a mare la falesia a promontorio detta "la Penna", con il molo di attracco e le poche case rimaste. Dall'epoca in poi l'attracco alla foce del fiume Saline, nella zona dell'attuale Montesilvano, fu preferito dai viaggiatori.